# 属音
属音（ぞくおん、英:dominant）は、全音階の主音から完全5度上の音、つまり第V度音を指す。ハ長調ではソ、イ短調ではミの音である。属音を根音とする和音を「属和音」と呼ぶ。